# Boraria stricta
Boraria stricta är en mångfotingart som först beskrevs av Henri W. Brölemann 1896.  Boraria stricta ingår i släktet Boraria och familjen Xystodesmidae. Inga underarter finns listade i Catalogue of Life.